# Музей Прадо. Скарбниця шедеврів
«Музей Прадо. Скарбниця шедеврів» (англ. The Prado Museum. A Collection of Wonders) — італійсько-іспанський документальний фільм 2019 року режисерки Валерії Парізі, присвячений 200-річчю з дня заснування Національного музею Прадо в Мадриді. Прем'єра фільму в Італії відбулась 15 квітня 2019 року.

## Сюжет
Фільм за участю актора, лавреата премії «Оскар», Джеремі Айронса, який запрошує глядачів у кіноподорож залами Національного музею Прадо в Мадриді, одного з найвідвідуваніших музеїв світу. У музеї зберігається велика кількість шедеврів, що зображують життя правителів, простих людей, часи війни та миру, моменти божевілля та щастя. Айронс досліджує історії, що стоять за творами мистецтва, пропонуючи розуміння їхнього історичного та культурного значення. В основі цієї кіноподорожі лежать 900 робіт багатої колекції музею: від Дієго Веласкеса, Франсіско Гойя, Ель Греко до Тіціана, Рубенса, Босха та інших.

## В ролях
- Джеремі Айронс — оповідач

## Виробництво
Фільм створений студіями 3D Produzioni та Nexo Digital у співпраці з Національним музеєм Прадо за підтримки Intesa Sanpaolo Bank Group. Зйомки проходили в Іспанії в Мадриді та в Італії у Венеції.

## Прем'єра
Прем'єра фільму відбулась 15 квітня 2019 року в Італії. В Україні фільм вийшов у прокат з 21 травня 2019 року.